# Шестаково (Воронежская область)
Шестаково — село в Бобровском районе Воронежской области.
Административный центр Шестаковского сельского поселения.

## География
Шестаково расположено на юге района, у границы с Павловским, в 30 км южнее райцентра Бобров, на реке Битюг, высота над уровнем моря 77 м.
Ближайшие населённые пункты — Лосево в 11 км на юг, Липовка в 5 км севернее и Нижний Кисляй в 8 км на северо-восток.

## Население
| 1859 | 1897  | 2000  | 2005  | 2010  |
| ---- | ----- | ----- | ----- | ----- |
| 4455 | ↗5401 | ↘2690 | ↘2364 | ↘1917 |

## История
Село основано в 1701 году, первая деревянная церковь Рождества Богородицы в селе была построена в 1705 году.

## Инфраструктура
В селе действует 1 школа — Шестаковская СОШ, отделение Сбербанка, почтовое отделение, «ООО Стивенсон-Спутник»,"ООО Племенной завод Ангус-Шестаково" (организация ликвидирована в начале 2020 года), храм Рождества Богородицы.